# Sotto massima protezione
Sotto massima protezione (Don't Look Behind You) è un film per la televisione del 1999 diretto da David Winning, con   Patrick Duffy protagonista.

## Trama
Jeff Corrigan scopre che Eric Loftin, il suo principale, è a capo di un traffico di armi e di droga, e decide di contattare l'FBI. Così Corrigan e la sua famiglia vengono messi sotto protezione per il pericolo che stanno subendo.